# La pelle che abito
La pelle che abito (La piel que habito) è un film del 2011 diretto da Pedro Almodóvar basato sul romanzo Tarantola (Mygale) di Thierry Jonquet.

## Trama
Toledo, 2012. Il chirurgo plastico Robert Ledgard vive nella sua lussuosa casa/clinica privata in compagnia di una bellissima ragazza, Vera. Un giorno, in assenza di Robert, arriva in clinica Zeca, un perverso criminale in fuga dalla polizia, figlio della governante Marilia, che chiede a sua madre rifugio. Quando vede Vera, crede di riconoscere in lei Gal, la moglie di Robert, con la quale aveva avuto una relazione segreta e che credeva morta carbonizzata in un incidente stradale. L'uomo imprigiona Marilia e violenta Vera, ma sopraggiunge Robert, che uccide Zeca sparandogli. Quella notte Marilia si confida con Vera e le racconta che Zeca e Robert sono entrambi figli suoi, anche se non lo hanno mai saputo: Robert, infatti, è stato cresciuto dalla famiglia per la quale Marilia lavorava, mentre Zeca era stato portato dal padre a Bahia per usarlo come corriere della droga.
Robert aveva sposato una donna bellissima di nome Gal, dalla quale aveva avuto una figlia, Norma. Un giorno a casa loro era arrivato Zeca, sempre in fuga da una rapina; Marilia lo aveva nascosto in casa, ma Gal lo aveva scoperto e se n'era innamorata. I due avevano tentato di scappare insieme, ma la fuga si era conclusa in un incidente. Zeca era scappato, ma Gal era rimasta nella macchina in fiamme; Robert era tuttavia riuscito a salvarla, anche se la donna era completamente sfigurata. Robert l'aveva curata e lei era riuscita a rimettersi in piedi, senza però vedere mai la sua immagine riflessa. Un giorno, sentendo cantare Norma nel giardino, Gal si era alzata per andare a vederla, ma, vedendosi per la prima volta riflessa nel vetro della finestra, era impazzita e si era suicidata gettandosi nel vuoto, proprio sotto gli occhi di sua figlia.
La notte dopo lo stupro, Robert porta Vera a letto con sé e tenta di avere un rapporto sessuale con lei, che tuttavia rifiuta poiché Zeca le ha fatto molto male. Quando i due si addormentano, Robert sogna ciò che è successo sei anni prima. Dopo la morte di sua madre, Norma aveva sviluppato una grave forma di fobia sociale; dopo anni di cure psichiatriche, però, i medici avevano consigliato a Robert di farle conoscere gente, così lui l'aveva portata con sé al matrimonio di una sua paziente. Qui la ragazza aveva conosciuto alcuni coetanei tra i quali Vicente, abituale consumatore di ecstasy: sotto gli effetti di quella sostanza, lui aveva tentato di stare con lei, ma lei si era opposta. Vicente, quindi, prima l'aveva stordita con uno schiaffo e poi era scappato a bordo della sua moto. Robert aveva trovato Norma in stato di incoscienza, ma al suo risveglio la ragazza era completamente impazzita, associando la figura del padre allo stupro e sviluppando un senso di rifiuto nei confronti di tutta la società e in particolare verso gli uomini. Robert aveva quindi fatto delle indagini per trovare lo stupratore e alla fine era risalito a Vicente, per poi rapirlo e tenerlo prigioniero per diverso tempo.
Dopo il suicidio di Norma, l'uomo aveva iniziato a praticare una serie di operazioni chirurgiche sul ragazzo, a cominciare da una vaginoplastica, per continuare con una serie di altri interventi sperimentando su di lui un prototipo di pelle resistentissima ottenuta con un processo di transgenesi segreto e illegale, interventi che alla fine lo avevano trasformato in una donna identica alla defunta Gal, cioè in Vera, cambiandone l'aspetto da maschio a femmina  e dandogli veri seno glutei e volto e voce  femminili. Inizialmente il rapporto tra i due era conflittuale: il ragazzo, rinchiuso in una stanza e vestito solo di un body contenitivo e osservato tramite delle telecamere, rifiutava infatti la sua nuova identità, strappando i vestiti femminili e rifiutando di truccarsi, e utilizzando i cosmetici per riempire le pareti della stanza di scritte e disegni; aveva anche tentato diverse volte il suicidio, ma Robert era riuscito a salvarlo intervenendo tempestivamente con la chirurgia. Tuttavia, alla fine degli esperimenti, Vicente/Vera sembra innamorarsi di Robert, tanto da promettergli di stargli accanto per sempre.
Vicente/Vera inizia quindi a comportarsi come una perfetta compagna, nonostante i sospetti di Marilia, che non è a conoscenza del segreto sulla sua identità. Per la seconda notte di seguito, Robert e Vicente/Vera tentano di avere un rapporto sessuale, ma Vicente/Vera gli ruba la pistola e lo uccide a tradimento; quando interviene Marilia, uccide anche lei e poi fugge. Vicente/Vera si reca nel negozio di vestiti di sua madre dove lavorava; qui rivela alla commessa, Cristina, la propria identità e le operazioni subite dopo essere stato rapito da Robert e poi dice di essere Vicente anche alla madre, che non aveva mai smesso di cercarlo da quando era scomparso.

## Produzione
Almodovar, affascinato dall'opera di Fritz Lang, inizialmente pensò di dirigere il film in bianco e nero per ricreare le atmosfere dei classici film noir. Per la produzione del film è stato investito un budget di 13,5 milioni di dollari.

## Distribuzione
Il film è stato presentato in concorso al Festival di Cannes 2011. In Spagna è uscito il 2 settembre 2011, mentre il 23 settembre nelle sale italiane.

## Accoglienza

### Critica
Sull'aggregatore Rotten Tomatoes il film riceve il 81% delle recensioni professionali positive con un voto medio di 7,5 su 10 basato su 176 critiche.

### Pubblico
Il film ha incassato 30,8 milioni di dollari al botteghino.

## Riconoscimenti
- 2012 - Premio Goya
  - Miglior attrice (Elena Anaya)
  - Miglior attore rivelazione (Jan Cornet)
  - Migliori musiche
  - Miglior trucco e/o acconciature
- 2012 - British Academy of Film and Television Arts
  - Miglior film non in lingua inglese